# Ferfet
Ferfet war ein Flächenmaß auf Island und entsprach etwa dem Quadratfuß (isl. fet abgeleitet von fótur, Fuß).
- 1 Ferfet = 1 Fet2 = 0,0985 Quadratmeter